# Leon Dabo
Leon Dabo, född 9 juli 1864 i Paris, död 7 november 1960 i New York, var en amerikansk konstnär.
Dabo studerade i Paris och Italien. Han har utfört fresker i Johannes Döparens kyrka i Brooklyn samt landskapsbilder influerade av James McNeill Whistler med motiv från havsstränderna vid New York och Hudsonflodens mynning.